# Sebastião Rodrigues Castro
Sebastião Rodrigues Castro (Ribeira do Pombal, 20 de janeiro de 1940 - Vitória da Conquista, 14 de março de 2018), mais conhecido como Sebastião Castro ou simplesmente Tião foi um médico e ex-político brasileiro, tendo o Movimento Democrático Brasileiro como sua última agremiação partidária. Foi Deputado Estadual pela Bahia por duas legislaturas além de candidato a prefeito de Vitória da Conquista em três eleições, 1976, 1982 e 1988.
Foi casado com Minervina Andrade Castro, com quem teve 4 filhos, Dunia, Ludmila, Igor, Dimitri e Fabiana.

### Carreira profissional
Formou-se em Medicina pela Universidade Federal da Bahia em 1965, especializando-se posteriormente em Ortopedia e Traumatologia. Foi secretário municipal de saúde de Vitória da Conquista durante a gestão do então prefeito Jadiel Matos, de 1973 até 1975, com quem fundou o Hospital Samur em 1971.

### Homenagens póstumas
Em abril de 2018, um mês após o seu falecimento, o então prefeito da cidade de Vitória da Conquista Herzem Gusmão Pereira inaugurou uma clínica de reabilitação que leva o seu nome, "Clínica Municipal de Reabilitação Doutor Sebastião Rodrigues Castro".
Em maio do mesmo ano, através de um projeto de lei do deputado estadual Hildécio Meireles, do PSC, que propunha modificar a denominação do Hospital Geral de Vitória da Conquista, o equipamento passou a receber a denominação "Hospital Geral Doutor Sebastião Castro", uma vez que fora aprovado por unanimidade no plenário pelos demais parlamentares.

## Desempenho Eleitoral
| Ano  | Eleição                           | Cargo             | Partido                                                        | Partido | Coligação                | Vice                 | Votos  | Votos  | Votos      | Resultado  | Ref   |
| Ano  | Eleição                           | Cargo             | Partido                                                        | Partido | Coligação                | Vice                 | Total  | %      | P.         | Resultado  | Ref   |
| ---- | --------------------------------- | ----------------- | -------------------------------------------------------------- | ------- | ------------------------ | -------------------- | ------ | ------ | ---------- | ---------- | ----- |
| 1976 | Municipal de Vitória da Conquista | Prefeito          |                                                                | MDB     | Sublegenda 2             | Eduardo Khoury (MDB) | 9.182  |        | 2°         | Não Eleito | [ 5 ] |
| 1982 | Municipal de Vitória da Conquista | Prefeito          |                                                                | PMDB    | Sublegenda 2             | Jadiel Matos (PMDB)  | 15.319 | 31,26% | 2°         | Não Eleito | [ 5 ] |
| 1986 | Estadual da Bahia                 | Deputado Estadual |                                                                | PDT     | Partido Isolado          | —                    | 21.163 |        | 24°        | Eleito     | [ 6 ] |
| 1988 | Municipal de Vitória da Conquista | Prefeito          | União da Conquista rumo à Prefeitura (PDT, PFL, PSC, PTB e PL) | PDT     | Margarida Oliveira (PFL) | 20.315               | 34,12% | 2°     | Não Eleito | [ 5 ]      |       |
| 1990 | Estadual da Bahia                 | Deputado Estadual |                                                                | PMDB    | PSL, PMDB                | —                    | 14.505 |        | 42°        | Eleito     |       |